# Kröv
Kröv est une municipalité allemande située dans le land de Rhénanie-Palatinat et l'arrondissement de Bernkastel-Wittlich.
Kröv est sur la rive gauche de la Moselle.
Baldur von Schirach y mourut en 1974.